# Xaquín del Valle-Inclán
Joaquín del Valle-Inclán Alsina, conegut també com a Xaquín del Valle-Inclán   (1953) és un escriptor, crític i professor gallec, net de l'escriptor Ramón María del Valle-Inclán.
És un dels autors més experimentals i avantguardistes de la narrativa gallega contemporània, amb obres com Historias da cidade do deserto (1988), A praia de lastros (1995), en col·laboració amb Manuel Pérez Mahía, i As clases de maxia (2002).